# Nguyễn Văn Quang (cầu thủ bóng đá)
Nguyễn Văn Quang (sinh năm 1994 tại Thanh Hóa, Việt Nam) là một cầu thủ bóng đá chuyên nghiệp hiện đang thi đấu trong màu áo Gama Vĩnh Phúc tại Giải Hạng nhì quốc gia ở vị trí trung vệ.

## Thành tích
V-league 1